# Anthonyville
Anthonyville – miasto w Stanach Zjednoczonych, w stanie Arkansas, w hrabstwie Crittenden.